# Gail O'Grady
Gail Ann O'Grady (Detroit, 23 gennaio 1963) è un'attrice statunitense, nota soprattutto per la sua partecipazione alle serie NYPD - New York Police Department, American Dreams e Hellcats, quest'ultima accanto all'attrice e cantante Ashley Tisdale.

## Filmografia parziale

### Cinema
- Un amore rinnovato (She's Having a Baby), regia di John Hughes (1988)
- Blackout, regia di Doug Adams (1988)
- Spellcaster, regia di Rafal Zielinski (1988)
- In amore nessuno è perfetto (Nobody's Perfect), regia di Robert Kaylor (1990)
- Celtic Pride - Rapimento per sport (Celtic Pride), regia di Tom DeCerchio (1996)
- Questo pazzo sentimento (That Old Feeling), regia di Carl Reiner (1997)
- Gigolò per sbaglio (Deuce Bigalow: Male Gigolo), regia di Mike Mitchell (1999)
- Walking Across Egypt, regia di Arthur Allan Seidelman (1999)
- Sleep Easy, Hutch Rimes, regia di Matthew Irmas (2004)
- Tricks, regia di Iris Klein (2004)
- An American Carol, regia di David Zucker (2008)
- The House That Jack Built, regia di Bruce Reisman (2009)
- Circle, regia di Michael W. Watkins (2010)
- Chromeskull: Laid to Rest 2, regia di Robert Hall (2011)
- Le mamme della sposa (Mothers of the Bride), regia di Sam Irvin (2015)
- Un amore degenerato (Deviant Love), regia di Michael Feifer (2019)

### Televisione
- Matlock – serie TV, 2 episodi (1986-1990)
- Le notti del lupo (Werewolf) – serie TV, episodio 1x01 (1987)
- L'ispettore Tibbs (In the Heat of the Night) – serie TV, episodio 1x03 (1988)
- China Beach – serie TV, 2 episodi (1988)
- Superboy – serie TV, episodio 1x24 (1989)
- Cin cin (Cheers) – serie TV, episodio 8x15 (1990)
- Anything but Love – serie TV, episodio 2x16 (1990)
- Hardball – serie TV, episodio 1x16 (1990)
- La signora in giallo (Murder, She Wrote) – serie TV, episodio 8x21 (1992)
- Time Trax – serie TV, episodio 1x03 (1993)
- Quattro donne in carriera (Designing Women) – serie TV, 2 episodi (1993)
- Due poliziotti a Palm Beach (Silk Stalkings) – serie TV, episodio 3x01 (1993)
- NYPD - New York Police Department (NYPD Blue) – serie TV, 58 episodi (1993-1999)
- La legge di Burke (Burke's Law) – serie TV, episodio 1x13 (1994)
- La divisa strappata (She Stood Alone: The Tailhook Scandal), regia di Larry Shaw – film TV (1995)
- Terra promessa (Promised Land) – serie TV, episodio 1x02 (1996)
- Ally McBeal – serie TV, episodio 4x22 (2001)
- Detective Monk (Monk) – serie TV, episodi 1x01-6x05 (2002-2007)
- American Dreams – serie TV, 61 episodi (2002-2005)
- Sex & the Single Mom, regia di Don McBrearty – film TV (2003)
- Hot Properties – serie TV, 13 episodi (2005)
- Due uomini e mezzo (Two and a Half Man) – serie TV, 2 episodi (2006)
- Hidden Palms – serie TV, 8 episodi (2007)
- CSI - Scena del crimine (CSI: Crime Scene Investigation) – serie TV, episodio 8x04 (2007)
- Las Vegas – serie TV, episodio 5x08 (2007)
- Boston Legal – serie TV, 7 episodi (2007)
- I signori del rum (Cane) – serie TV, episodio 1x08 (2007)
- The Mentalist – serie  TV, episodio 1x01 (2008)
- CSI: Miami – serie TV, episodio 7x03 (2008)
- Desperate Housewives - I segreti di Wisteria Lane (Desperate Housewives) – serie TV, 4 episodi (2008)
- Ghost Whisperer - Presenze (Ghost Whisperer) – serie TV, episodio 4x22 (2009)
- Law & Order - Unità vittime speciali (Law & Order: Special Victims Unit) – serie TV, episodio 10x19 (2009)
- True Jackson (True Jackson, VP) – serie  TV, episodio 1x20 (2009)
- CSI: NY – serie  TV, episodio 6x02 (2009)
- The Forgotten – serie  TV, episodio 1x12 (2010)
- Drop Dead Diva – serie  TV, episodio 2x12 (2010)
- Hellcats – serie TV, 19 episodi (2010-2011)
- Memphis Beat – serie  TV, episodio 2x09 (2011)
- Terapia d'urto (Necessary Roughness) – serie TV,  episodio 1x11 (2011)
- Hawaii Five-0 – serie TV, episodio 2x12 (2011)
- Castle – serie TV, episodio 5x14 (2013)
- Le regole dell'amore (Rules of Engagement) – serie TV, episodio 7x04 (2013)
- Major Crimes – serie TV, episodio 2x06 (2013)
- The Crazy Ones – serie TV, episodio 1x01 (2013)
- Revenge – serie TV, 11 episodi (2014-2015)
- Code Black – serie TV, episodio 1x03 (2015)
- Una nuova Kim (The Right Girl), regia di Bradford May – film TV (2015)
- Fresh Off the Boat – serie TV, episodio 3x07 (2016)
- Love on Ice, regia di Bradley Walsh – film TV (2017)
- Training Day – serie TV, episodio 1x07 (2017)
- Criminal Minds – serie TV, 7 episodi (2018-2023)

## Doppiatrici italiane
Nelle versioni in italiano delle opere in cui ha recitato, Gail O'Grady è stata doppiata da:
- Alessandra Korompay in Detective Monk (s.1)[1], Love on Ice, CSI - Scena del crimine,[2] Hellcats, Code Black
- Roberta Pellini in Hidden Palms, Detective Monk (ep. 6x05)
- Laura Boccanera in The Mentalist, CSI: Miami[3]
- Patrizia Burul in Criminal Minds (ep. 15x10),[4] Criminal Minds: Evolution[4]
- Melina Martello in Questo pazzo sentimento
- Beatrice Margiotti in Due uomini e mezzo
- Alessandra Cassioli in Desperate Housewives
- Claudia Razzi in Ghost Whisperer - Presenze
- Cinzia De Carolis in Castle
- Chiara Salerno in The Closer
- Sabrina Duranti in Criminal Minds (ep. 13x08, st. 14)[4]